# Schlacht auf den Großen Feldern
Koordinaten: 37° 3′ 29″ N, 10° 3′ 45″ O
Saguntum – Lilybaeum II – Rhone – Ticinus – Trebia – Cissa – Trasimenischer See – Ager Falernus – Geronium – Cannae – Nola I – Nola II – Ibera – Cornus – Nola III – Beneventum I – Syrakus – Tarentum I – Capua I – Beneventum II – Silarus – Herdonia I – Obere Baetis – Capua II – Herdonia II – Numistro – Asculum – Tarentum II – Neu Karthago – Baecula – Grumentum – Metaurus – Ilipa – Crotona – Große Felder – Cirta – Zama
In der Schlacht auf den Großen Feldern auch bekannt mit der lateinischen Bezeichnung Schlacht von Campi Magni oder nach dem Fluss, der die Großen Felder durchfließt, als Schlacht am Bagradas oder Zweite Schlacht von Utica kämpften um 203 v. Chr. während des Zweiten Punischen Kriegs römische Truppen unter Scipio Africanus gegen karthagische Streitkräfte unter Hasdrubal. Sie endete mit einem entscheidenden Sieg der Römer.

## Vorgeschichte
Im Frühling 204 v. Chr. landete Scipio mit etwa 25.000 Mann ungestört am Kap Farina und rückte gegen Utica vor. Die Stadt hielt stand, bis Hasdrubal und Syphax mit ihren Streitkräften eintrafen. Sie wollten von ihrem Landeplatz nördlich von Utica nach Karthago gelangen. Für eine offene Schlacht gegen die Legionen des Scipios fühlten sie sich zu schwach.
Scipio wiederum hob die Belagerung Uticas auf und zog sich auf eine felsige Halbinsel bei Utica zurück, um hier sein Winterquartier aufzuschlagen. Syphax bot ihm den Frieden an und als karthagisches Zugeständnis dafür den Abzug Hannibals und Magos aus Italien. Scipio, inzwischen durch Massinissa unterstützt, hielt die Verhandlungen zum Schein aufrecht und ließ dann im Frühling 203 kurz hintereinander das numidische und das karthagische Heerlager in Brand stecken.
Damit war die Schlacht unausweichlich. In Karthago und in der Umgebung wurden frische Truppen ausgehoben. 4000 keltiberische Söldner trafen in Afrika ein und stießen zu Hasdrubal und Syphax. Erst als sie numidische Söldner im Landesinneren anheuern konnten, wodurch sich die Stärke des karthagischen Heeres auf 30.000 Mann erhöhte, stellten sie sich den Römern 203 v. Chr. nahe Utica. Scipio beschloss zuzuschlagen, bevor das karthagische Heer sich noch weiter vergrößern konnte.

## Die Schlacht
Das Heer der Karthager setzte sich aus drei Gruppen zusammen: aus Karthagern, den von der Iberischen Halbinsel stammenden Keltiberern und aus numidischen Söldnern. Hasdrubal übernahm das Kommando über die Numider und Keltiberer, während Syphax das Hauptheer, die Karthager, anführte. In der Mitte der großen Ebene, die das Schlachtfeld werden sollte, wurden die Kelten aufgestellt. Die Numider und Karthager, vor allem deren Kavallerie, kamen wie üblich auf die Flügel. Auf der gegenüberliegenden Seite waren die römischen Legionen in der neuen Treffenaufstellung von Scipio formiert worden: Die Hastati vorn, dahinter die Principes und die Triarier als hinteres Treffen. Es war der erste Versuch mit dieser von Scipio neu entwickelten Taktik. Die zahlenmäßig große Kavallerie der Römer war ebenfalls an den Flügeln, etwas vom Hauptheer entfernt, aufgestellt.
Zu Beginn der Schlacht stürmten die Karthager vor, der Angriff wurde durch die römische Kavallerie allerdings aufgefangen. Von dem unerwarteten Eingriff der Reiter in die Schlacht überrascht, leisteten die Numider und Karthager nur wenig Widerstand, dann flohen sie. Als Scipios Reiter allerdings den Kern des Heeres zerschlagen wollten, leisteten die Keltiberer erbitterten Widerstand, vor allem die Speerträger fügten den Kavalleristen erhebliche Verluste zu. Infolgedessen drehten die Reiter ab und die römische Infanterie unter dem Befehl von Gaius Laelius ging vor. Sie versuchte die Keltiberer zu überflügeln, indem sie auf breiter Front mit den ersten beiden Treffen angriff. Die disziplinierten Legionäre waren den Kelten im Nahkampf hoch überlegen. Nach einiger Zeit wollten sich die Söldner den Römern ergeben. Zornig über die hohen Verluste ließ Scipio sie allerdings ausnahmslos niedermachen, nur einer Handvoll gelang die Flucht.
Die römische Kavallerie verfolgte die Fliehenden, Syphax konnte aber entkommen und floh in sein Reich in Numidien. Hasdrubal Gisko kam mit einem kleinen Reitertrupp bis nach Karthago, wo er dann 202 v. Chr. Selbstmord beging.

## Folgen
Nach dieser Schlacht bemächtigte sich Scipio der Stadt Tunis. Von hier aus konnte er die Verbindungen zwischen Karthago und dem Landesinneren abschneiden. In Karthago gewann die Friedenspartei die Oberhand. Dreißig Mitglieder des karthagischen Senats warfen sich vor dem römischen Heerführer in den Staub und schoben die gesamte Schuld an dem Krieg auf Hannibal. Daraufhin mussten die Karthager einen sehr unvorteilhaften Frieden mit den Römern schließen. Scipio verlangte die Auslieferung aller Kriegsgefangenen, die Räumung Italiens, Galliens und Spaniens, die Auslieferung der gesamten Flotte bis auf zwanzig Schiffe, eine Kriegsentschädigung von 5000 Talenten und die Versorgung der römischen Truppen bis zur Ratifizierung des Friedensvertrages.
Scipio Africanus ließ sein Heer in der Gegend lagern und von den Einheimischen ernähren. Mit der Schlacht auf den Großen Feldern war das letzte karthagische Heer geschlagen worden, nur noch Hannibal war unbesiegt. Dies führte zur Schlacht bei Zama.